# Налычевские горячие источники
Налычевские горячие источники — минеральные источники в Елизовском районе Камчатского края.
Расположены в левобережье реки Горячей (бассейн Налычевой) на территории природного парка «Налычево» в 50 км к северу от Петропавловска-Камчатского и в 30 км к северо-востоку от села Пиначево.
Вода в источниках редкого типа — борно-кремнисто-слабомышьяковисто-хлоридно-кальциево-натриевая, представляет собой самостоятельный «налычевский тип» (ближайшими аналогами являются воды источников Стимбот-Спрингс в США и Де-Бюрбюль во Франции). Содержание растворённой двуокиси углерода изменяется от 150 до 300 мг/дм³. Температура воды от 21 до 51 °C.
Налычевские источники с близлежащей местностью общей площадью 7,5 гектаров являются комплексным памятником природы регионального значения (статус охраняемой природной территории с 1983 года).